# Angarsk
Angarsk (ru. Ангарск) este un oraș din Regiunea Irkutsk, Federația Rusă și are o populație de 216.973 locuitori (2025).

## Orașe înfrățite
- Mîtișci, Rusia
- Jinzhou, China
- Komatsu, Japonia

1. ↑  https://rosstat.gov.ru/storage/mediabank/%D0%A1hisl_MO_01-01-2025.xlsx